# اعتماد (صحيفة إيرانية)
اعتماد ، هي صحيفة إيرانية يومية ناطقة باللغة الفارسية، أسست سنة 2002م وتقع مقرها في العاصمة الإيرانية طهران.